# آيت يدير (ضاية عوا)
آيت يدير هي إحدى مشيخات المملكة المغربية، تتبع جغرافيا لإقليم إفران وإداريًا لضاية عوا. يقدر عدد سكانها بـ 5036 نسمة حسب الإحصاء الرسمي للسكان والسكنى لسنة 2004.